# Tomáš Rak
Tomáš Rak (* 19. května 1989 Hradec Králové) je bývalý český vodní slalomář, kanoista závodící v kategorii C1. Je bronzovým individuálním medailistou z mistrovství Evropy, mistrem republiky a držitelem českých rekordů v eskymáckých obratech. Patřil do širší světové špičky a pravidelně se umisťoval ve finálové desítce v závodech Světovém poháru. Po skončení sportovní kariéry začal působit jako podnikatel a expert České televize na vodní slalom.

## Sportovní kariéra
Pochází z Hradce Králové, kde se učil základům pod vedením Petra Sodomky v oddíle KVS Hradec Králové. Dále rozvíjel své zkušenosti pod dohledem Jiřího Karlovského a Jaromíra Indrucha. V roce 2005 na základě výsledků přestoupil do oddílu a vrcholového střediska ASC Dukla Brandýs nad Labem jako závodník v kategorii C1.
V roce 2007 se stal českým juniorským reprezentantem. Vyhrál mezinárodní Závod olympijských nadějí na slovenském Danubia Cupu. Dále obsadil třetí místo na juniorském Mistrovství Evropy v polském Krakově v kategorii 3×C1. V kategorii do 23 let patřil rovněž do reprezentačního družstva České republiky. Na seniorském českém šampionátu 2012 obsadil v závodě C1 bronzovou příčku.
V seniorské kategorii pomohl na Mistrovství Evropy 2015 v závodě hlídek českému týmu k zisku stříbrné medaile. V sezóně 2016 obsadil v seriálu Světového poháru 11. místo a byl náhradníkem pro Letní olympijské hry v Riu de Janeiru.
V roce 2018 získal na Mistrovství Evropy v pražské Tróji bronzovou medaili. Dokázal tak pro Českou republiku v kategorii singlkanoistů vybojovat individuální cenný kov po 10 letech. Další bronz přidal se svými kolegy Vítězslavem Gebasem a Lukášem Rohanem v kategorii hlídek.
Na Mistrovství světa 2018 v brazilském Riu de Janeiru obsadil 8. příčku.
V říjnu 2018 vytvořil české rekordy v počtu eskymáckých obratů.
Aktivní sportovní kariéru ukončil v srpnu 2023.